# 劉重堪
劉重堪（?—?），湖南省寶慶府新寧縣人，清朝政治人物、進士出身。
光緒二十四年（1898年），参加光緒戊戌科殿試，登進士二甲87名。同年五月，著交吏部掣签分发各省，以知县即用。